# عقدة وصول متعددة الخدمات

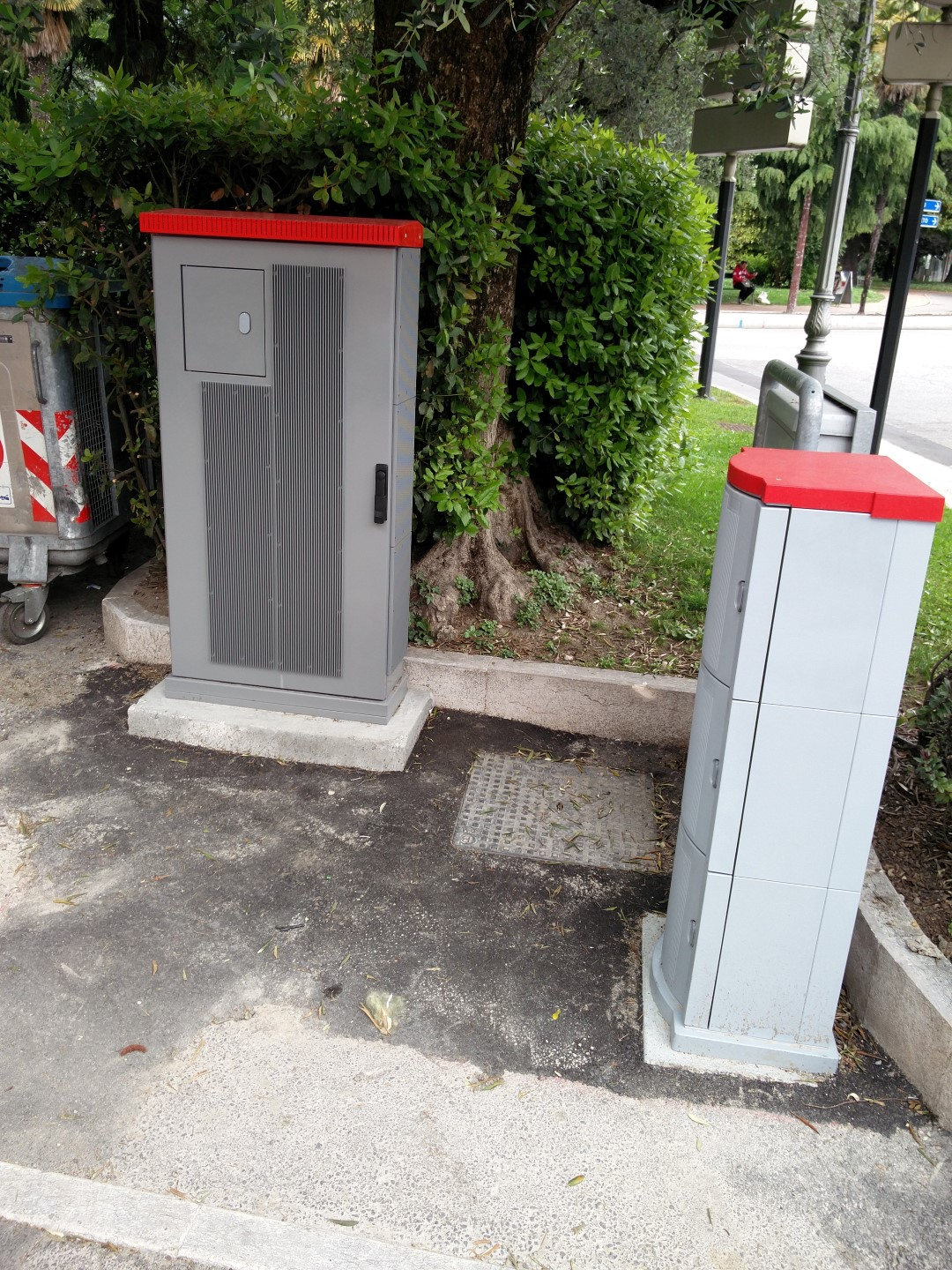

عقدة الوصول متعددة الخدمات Multi-Service Access Node أو بوابة الوصول متعددة الخدمات Mutli-Service Access Gateway هي جهاز ينصب في بدالات الهاتف أو واجهة منطقة الخدمة ليصل بين هواتف العملاء والعمود الفقري للشبكة مقدمًا خدمات الهاتف والشبكة الرقمية للخدمات المتكاملة ISDN وخدمات النطاق العريض مثل خط المشترك الرقمي.
قبل ظهور عناقيد الوصول متعددة الخدمات، كان لدى مقدمي خدمات الاتصالات معدات مختلفة كثيرة مثل مضمم وصول خط المشترك الرقمي DSLAM. دمج كل الخدمات عبر عقدة واحدة، لتقدمها الشركات باستخدام بروتوكول الإنترنت أو أسلوب النقل اللاتزامني Asynchronous Transfer Mode، يمكن أن يكون أكثر توفيرًا للمال ويقدم خدمات جديدة للعملاء بسرعة أكبر مما كان ممكنًا في السابق.
تحتوي عقد الوصول متعددة الخدمات وظائف أجهزة متعددة مثل مضمم وصول خط المشترك الرقمي المستخدم في اتصالات خط المشترك الرقمي وجهاز إرسال واستقبال لاتصالات الألياف البصرية ومحولات إيثرنت وكذلك تدعم خدمة الهاتف التقليدية الصرفة POTS.